# 28599 Terenzoni
28599 Terenzoni este un asteroid din centura principală de asteroizi.

## Descriere
28599 Terenzoni este un asteroid din centura principală de asteroizi. A fost descoperit pe 11 martie 2000 în cadrul proiectului CSS. Asteroidul prezintă o orbită caracterizată de o semiaxă mare de 2,56 ua, o excentricitate de 0,14 și o înclinație de 14,5° în raport cu ecliptica.